# Hachenberg (Kürten)
Hachenberg ist ein Wohnplatz in der Gemeinde Kürten im Rheinisch-Bergischen Kreis.

## Lage und Beschreibung
Der Ort liegt zwischen Waldmühle und Neuensaal. Durch die Besiedlung im 20. Jahrhundert ist Hachenberg im größeren Waldmühle aufgegangen und wird nicht mehr als eigener Wohnplatz wahrgenommen.

## Geschichte
Die Topographia Ducatus Montani des Erich Philipp Ploennies aus dem Jahre 1715, Blatt Amt Steinbach, belegt, dass der Ort bereits 1715 als Ort mit mehreren Höfen bestand und als Hagenberg bezeichnet wurde. Carl Friedrich von Wiebeking benennt die Hofschaft auf seiner Charte des Herzogthums Berg 1789 als Hagenberg. Aus ihr geht hervor, dass Hachenberg zu dieser Zeit Teil der Honschaft Breibach im Kirchspiel Kürten im Landgericht Kürten war.
Unter der französischen Verwaltung zwischen 1806 und 1813 wurde das Amt Steinbach aufgelöst und Hachenberg wurde politisch der Mairie Kürten im Kanton Wipperfürth  im Arrondissement Elberfeld zugeordnet.  1816 wandelten die Preußen die Mairie zur Bürgermeisterei Kürten im Kreis Wipperfürth.
Hachenberg gehörte zu dieser Zeit zur Gemeinde Kürten.
Der Ort ist auf der Topographischen Aufnahme der Rheinlande von 1824 und auf der Preußischen Uraufnahme von 1840 als Hachenberg verzeichnet.
Ab der Preußischen Neuaufnahme von 1892 ist er auf Messtischblättern regelmäßig als Hachenberg verzeichnet.
1822 lebten 101 Menschen im als Hof kategorisierten und Hachenberg bezeichneten Ort.
1830 hatte der Ort 109 Einwohner.
Der 1845 laut der Uebersicht des Regierungs-Bezirks Cöln als Weiler kategorisierte Ort besaß zu dieser Zeit 18 Wohnhäuser. Zu dieser Zeit lebten 127 Einwohner im Hachenberg genannten Ort, davon alle katholischen Bekenntnisses.
Die Gemeinde- und Gutbezirksstatistik der Rheinprovinz führt Hachenberg 1871 mit 33 Wohnhäusern und 131 Einwohnern auf.
Im Gemeindelexikon für die Provinz Rheinland von 1888 werden 31 Wohnhäuser mit 117 Einwohnern angegeben und der Ort mit bezeichnet.
1895 hatte der Ort 24 Wohnhäuser und 99 Einwohner.
1905 besaß der Ort 23 Wohnhäuser und 96 Einwohner und gehörte konfessionell zum katholischen Kirchspiel Kürten.
1927 wurden die Bürgermeisterei Kürten in das Amt Kürten überführt. In der Weimarer Republik wurden 1929 die Ämter Kürten mit den Gemeinden Kürten und Bechen und Olpe mit den Gemeinden Olpe und Wipperfeld zum Amt Kürten zusammengelegt. Der Kreis Wipperfürth ging am 1. Oktober 1932 in den Rheinisch-Bergischen Kreis mit Sitz in Bergisch Gladbach auf.
1975 entstand aufgrund des Köln-Gesetzes die heutige Gemeinde Kürten, zu der neben den Ämtern Kürten, Bechen und Olpe ein Teilgebiet der Stadt Bensberg mit Dürscheid und den umliegenden Gebieten kam.